# Hipposideros lekaguli
Hipposideros lekaguli är en fladdermusart som beskrevs av Kitti Thonglongya och Hill 1974. Hipposideros lekaguli ingår i släktet Hipposideros och familjen rundbladnäsor. IUCN kategoriserar arten globalt som nära hotad. Inga underarter finns listade i Catalogue of Life.
Denna fladdermus förekommer i södra Thailand, på Malackahalvön och i Filippinerna. Den lever i låglandet och i kulliga områden upp till 400 meter över havet. Habitatet varierar mellan skogar, trädodlingar och jordbruksmark. Hipposideros lekaguli vilar främst i kalkstensgrottor.